# Memphis (Texas)
Memphis é uma cidade localizada no estado norte-americano do Texas, no Condado de Hall.

## Demografia
Segundo o censo norte-americano de 2000, a sua população era de 2479 habitantes.
Em 2006, foi estimada uma população de 2376, um decréscimo de 103 (-4.2%).

## Geografia
De acordo com o United States Census Bureau tem uma área de
5,8 km², dos quais 5,8 km² cobertos por terra e 0,0 km² cobertos por água. Memphis localiza-se a aproximadamente 627 m acima do nível do mar.

## Localidades na vizinhança
O diagrama seguinte representa as localidades num raio de 36 km ao redor de Memphis.